# Ir ha-Karmel
Ir ha-Karmel (hebr. עיר הכרמל, Ir HaKarmel; arab. مدينة الكرمل, Madīnat al-Karmel) – nieistniejące miasto położone w dystrykcie Hajfa w Izraelu.

## Położenie
Miasto było położone na zboczach góry Karmel, na obrzeżu największego parku narodowego w kraju.

## Historia
Miasto powstało w 2003 roku w wyniku połączenia dwóch druzyjskich wiosek Dalijat al-Karmil i Isfija. 5 listopada 2008 r. Kneset podjął decyzję o anulowaniu połączenia.

## Demografia
Zgodnie z danymi Izraelskiego Centrum Danych Statystycznych w 2006 roku w mieście żyło 44,1 tys. mieszkańców.
Populacja miasta pod względem wieku (dane z 2006):
| Wiek (w latach) | Procent populacji w % |
| --------------- | --------------------- |
| 0-4             | 9,8%                  |
| 5-9             | 9,9%                  |
| 10-14           | 9,4%                  |
| 15-19           | 9,2%                  |
| 20-29           | 17,3%                 |
| 30-44           | 22,6%                 |
| 45-59           | 14,0%                 |
| ponad 60        | 7,7%                  |

Źródło danych: Central Bureau of Statistics.